# A Laracha
A Laracha település Spanyolországban, A Coruña tartományban. A Laracha Arteixo, Culleredo, Cerceda és Carballo községekkel határos. Lakosainak száma 11 603 fő (2024).

## Népesség
A település lakosságának változását az alábbi diagram mutatja:
| Lakosok száma | 10 666 | 10 800 | 10 803 | 11 171 | 11 337 | 11 443 | 11 295 | 11 347 | 11 521 | 11 603 |
|               | 2001   | 2004   | 2006   | 2009   | 2011   | 2014   | 2016   | 2019   | 2021   | 2024   |